# Mundani
Le mundani est une langue des Grassfields appartenant au groupe momo, parlée au Cameroun dans la région du Sud-Ouest, le département du Manyu, l'arrondissement de Mamfé et au nord de celui de Fontem, au sud de la ville de Batibo.
34 000 locuteurs ont été dénombrés lors du recensement de 1987.

## Écriture
| Majuscules | A | A̧ | B | D  | Dz | E | Ȩ  | Ə | F  | G | Gb | Gh | I |
| Minuscules | a | a̧ | b | d  | dz | e | ȩ  | ə | f  | g | gb | gh | i |
| Majuscules | Ɨ | Ɨ̧ | K | Kp | ’  | L | M  | N | Ny | Ŋ | Ŋm | O  | O̧ |
| Minuscules | ɨ | ɨ̧ | k | kp | ’  | l | m  | n | ny | ŋ | ŋm | o  | o̧ |
| Majuscules | Ɔ | Ɔ̧ | P | Pf | S  | T | Ts | U | U̧  | V | W  | Y  | Z |
| Minuscules | ɔ | ɔ̧ | p | pf | s  | t | ts | u | u̧  | v | w  | y  | z |

Les tons sont indiqués à l’aide de signe diacritique au-dessus de la lettre de la voyelle :
- le ton bas avec l’accent grave, par exemple ‹ à › ;
- le ton descendant avec l’accent circonflexe, par exemple ‹ â › ;
- le ton montant avec le caron, par exemple ‹ ǎ ›.